# III. Gordianus római császár
Imperator Caesar Marcus Antonius Gordianus Augustus, általánosan elterjedt néven III. Gordianus császár, született Marcus Antonius Gordianus (Róma, 225. január 20. – Zaitha, 244. február 11.) a Római Birodalom császára 238-tól haláláig. Antonia Gordiana és egy ismeretlen római szenátor gyermeke, aki születése előtt elhunyt. Antonia Gordiana, I. Gordianus császár leánya és húga az apját trónján követő II. Gordianus császárnak. Csak annyit tudni császárrá válása előtti életéről, hogy 238-ban vette fel nagyapja nevét.

## Hatalomra kerülése
Severus Alexander császár meggyilkolását követően, a római Szenátus és a nép akarata ellenére Maximinus Thrax lett a következő uralkodó. Rómában lázadást fontolgattak, Gordianus nagyapját és nagybátyját társ-uralkodónak hirdették ki Afrikában. A felkelést egy hónapig titkolták Numidia kormányzója és Maximinus hűséges támogatója Cappellianus elől. Ez idő alatt az idősebb Gordianus elhunyt. A közvélemény úgy ápolta emlékét, mint békeszerető és irodalmár államférfi, Maximinus zsarnokságának áldozata.
Ez idő alatt Maximinus Róma lerohanásának határán volt, és a szenátus megválasztott két nem túl népszerű szenátort Pupienust és Balbinust társuralkodónak, mialatt Róma még mindig az idősebb Gordianust siratta. Ezért a Szenátus úgy döntött, hogy az ifjú Gordianust emeli trónra, felruházza nagyapja Marcus Antonius Gordianus nevével, Caesarnak és ezzel trónörökösnek nevezi ki. Pupienus és Balbinus legyőzte Maximianust, de uralkodásuk rövid volt. 238. július 29-én a Praetoriánus gárda tagjai meggyilkolták őket. Gordianus egyedüli uralkodóvá vált.

## Uralkodása és halála
A kor jogán, a birodalmi kormányzás megadta magát a patricius családoknak, akik uralták Rómát. 240-ben Caius Furius Sabinius Aquila Timesitheus fellázadt Afrikában, amit Gordianus könnyedén megoldott. 241-ben Gordianus elvette Furia Sabinia Tranquillinát, a Praetoriánus gárda újonnan kinevezett prefektusának Sabiniusnak a lányát. A császár testőrségének parancsnokaként és annak apósaként, Sabinius hamar Róma de facto (névleges) uralkodója lett. A harmadik században a római határok meggyengültek a Duna és a Rajna mentén a germán törzsek állandó támadásaitól, és a Szászánida Királyság betöréseitől az Eufrátesz mentén. Amikor I. Sápúr szászánida király megszállta Mezopotámiát, az ifjú Gordianus Róma történelmében utoljára megnyitotta a Forum kapuit, és hatalmas sereget küldött északra. Egész az Eufráteszig visszaverte a szászánidákat, és vereséget mért rájuk a Resaenai csatában. A hadjárat sikeres volt, Gordianus épp az ellenséges területek megszállását tervezte, amikor Sabinius tisztázatlan körülmények között meghalt, veszélyeztetve ezzel a hadjáratot és a császár életét is.
Marcus Iulius Philippus lépett a Praetoriánus gárda élére és a hadjárat folytatódott. 244 elején kezdődött meg a perzsa ellentámadás. A mai Fallúdzsa közelében szenvedte el a halálos vereséget Gordianus. Egyes vélemények szerint a csata meg sem történt, és a császár máshol és másképp hunyt el, szintén tisztázatlan körülmények között.